# Tāveh Sefīd
Tāveh Sefīd (persiska: Ţāveh Espīd, تاوه سفید) är en ort i Iran.   Den ligger i provinsen Kohgiluyeh och Buyer Ahmad, i den centrala delen av landet, 500 km söder om huvudstaden Teheran. Tāveh Sefīd ligger 2 136 meter över havet och antalet invånare är 115.
Terrängen runt Tāveh Sefīd är kuperad åt sydost, men åt nordväst är den bergig. Runt Tāveh Sefīd är det ganska glesbefolkat, med 48 invånare per kvadratkilometer. Närmaste större samhälle är Mārgown, 19,2 km nordost om Tāveh Sefīd. Omgivningarna runt Tāveh Sefīd är i huvudsak ett öppet busklandskap.